# Laura Comstock's Bag-Punching Dog
Pour plus de détails, voir Fiche technique et Distribution.
Laura Comstock's Bag-Punching Dog est un  film muet américain réalisé par Edwin S. Porter, sorti en 1901.

## Fiche technique
- Titre : Laura Comstock's Bag-Punching Dog
- Réalisation : Edwin S. Porter
- Production : Edison Manufacturing Company
- Pays d'origine :  États-Unis
- Format : Noir et blanc - 35 mm - 1.33 : 1 - Muet
- Genre : Film documentaire
- Durée :
- Dates de sortie :
  -  États-Unis : 27 avril 1901

## Distribution
- Laura Comstock : elle-même